# Torrente Magriola
Il torrente Magriola spesso chiamato solamente Magriola è un torrente dell'Appennino tosco-emiliano e primo affluente considerevole del fiume Magra.

## Etimologia del nome
Il nome probabilmente deriva dalla somiglianza fra Magra e Magriola alla confluenza, solamente che la Magriola è più piccola, perciò viene usata una forma vezzeggiativa.

## Corso del fiume
Il torrente nasce dal monte Molinatico e scorre nell'omonima valle bagnando Montelungo e Succisa fino ad affluire al fiume Magra a Mignegno.
Tutto il suo corso si trova nel comune di Pontremoli.

## Affluenti
Nel torrente affluiscono solamente piccoli corsi d'acqua che in maggioranza si creano in autunno, inverno e primavera grazie alle abbondanti piogge.

## Fauna
Il torrente è ricco di pesci, in particolare della trota fario e dei suoi predatori: l'airone cinerino, l'airone bianco maggiore ed il martin pescatore.